# Національна комісія України у справах ЮНЕСКО
Національна комісія України у справах ЮНЕСКО — постійно діючий міжвідомчий орган при Міністерстві закордонних справ України, створений із метою забезпечення участі України в діяльності ЮНЕСКО, виходячи з міжнародних зобов'язань України як члена ЮНЕСКО, заснована 1995 року.

## Історія
Комісія утворена «з метою забезпечення активної участі України в діяльності ЮНЕСКО, визначення стратегії основних напрямів і пріоритетів такої участі». 9 листопада 1995 року згідно з Указом Президента України № 1022/95 «Про Національну комісію України у справах ЮНЕСКО».
26 березня 1996 року згідно з Указом Президента України № 2212/96 "Питання Національної комісії України у справах ЮНЕСКО" було затверджено Положення про Комісію й передбачено фінансові витрати на її діяльність.

## Керівництво та структура
Національна комісія України у справах ЮНЕСКО керується: Конституцією України, законами України, актами Президента України, Кабінету Міністрів України, Статутом національних комісій у справах ЮНЕСКО, рекомендаціями ЮНЕСКО, а також Комісію очолює Голова Національної комісії України у справах ЮНЕСКО, якого призначає Президент України. 
Склад Комісії затверджує Президент України за поданням МЗС України. Засідання Комісії проводяться за потребою, але не менш як раз на квартал.  
Поточну роботу з реалізації завдань комісії здійснює Секретаріат комісії, очолюваний Виконавчим секретарем. Секретаріат комісії функціонує у складі Міністерства закордонних справ України на правах його структурного підрозділу. 
Організаційно-технічне забезпечення поточної роботи комісії здійснює Міністерство закордонних справ України.
Головами комісії були:
- Хандогій Володимир Дмитрович (із 9 листопада 1995 року[1] по 21 грудня 1998 року[4]);
- Орел Анатолій Костянтинович (із 21 грудня 1998 року[4] по 20 травня 2004 року[5]);
- Єльченко Володимир Юрійович (із 20 травня 2004 року[5] по 3 квітня 2005 року[6]);
- Огризко Володимир Станіславович (із 3 квітня 2005 року[6] по 15 січня 2010 року[7]);
- вдруге Хандогій Володимир Дмитрович (з 15 січня 2010 року[7] по 14 січня 2011 року[8]);
- Демченко Руслан Михайлович (з 14 січня 2011 року[8] по 15 квітня 2014[9]);
- Лубківський Данило Романович (з 15 квітня 2014[9] по 13 січня 2015[10]);
- Кислиця Сергій Олегович (з 13 січня 2015 року[10] по 14 липня 2020 року);
- Джапарова Еміне Айяровна (з 14 липня 2020 року по 15 травня 2024 року).

Поточний голова:
- Боровець Ірина Геннадіївна — з 15 травня 2024 року[11].

## Основні завдання і функції
Завдання:
- координація діяльності міністерств, інших центральних органів виконавчої влади, організацій і установ, пов'язаної з їхньою участю в програмах ЮНЕСКО і міжнародного співробітництва в рамках ЮНЕСКО спрямованої на вирішування актуальних проблем розвитку України в гуманітарній сфері, розширення багатостороннього та двостороннього міжнародного співробітництва України в галузі освіти, науки, культури;
- забезпечення робочих зв'язків зі структурними підрозділами Секретаріату ЮНЕСКО, національними комісіями іноземних держав у справах ЮНЕСКО, міжнародними неурядовими організаціями, що співпрацюють із ЮНЕСКО, з метою створення умов для розвитку міжнародного співробітництва національних державних органів, установ та організацій у сферах діяльності ЮНЕСКО;
- сприяння популяризації діяльності ЮНЕСКО серед громадськості України та використання її інтелектуального потенціалу з метою соціально-економічного розвитку держави.

Комісія відповідно до покладених на неї завдань:
- визначає пріоритетні напрями співпраці з ЮНЕСКО й розробляє національну політику участі України в ЮНЕСКО, керуючись положеннями Основних напрямів зовнішньої політики України та враховуючи пропозиції міністерств, інших центральних органів виконавчої влади і організацій України;
- вносить пропозиції до Кабінету Міністрів України стосовно передбачення в Державному бюджеті України коштів на фінансування заходів, пов'язаних з участю України в ЮНЕСКО, а також на видання Бюлетеня Національної комісії України у  справах ЮНЕСКО, україномовного журналу "Кур'єр ЮНЕСКО" та іншої друкованої продукції Комісії;
- розробляє на основі пропозицій заінтересованих державних органів, установ, організацій плани та основні напрями участі в програмній діяльності ЮНЕСКО та забезпечує виконання цих планів і прийнятих рішень;
- координує заходи міністерств, інших центральних органів виконавчої влади, установ та організацій, пов'язані з їхньою участю в діяльності ЮНЕСКО, та контролює їх здійснення;
- організовує і проводить в Україні національні та міжнародні заходи, що здійснюються під егідою ЮНЕСКО;
- сприяє участі делегацій та представників України в міжнародних заходах, що проводяться ЮНЕСКО, вносить пропозиції щодо персонального складу делегацій, подає допомогу в підготовці пропозицій, документів і матеріалів до цих заходів;
- заслуховує і здійснює аналіз звітів делегацій і представників України, які брали участь у міжнародних заходах ЮНЕСКО, а також Постійного представництва України при ЮНЕСКО з метою поширення інформації, запозичення корисного міжнародного досвіду та розроблення пропозицій щодо дальшої активізації співпраці з ЮНЕСКО;
- розробляє і вносить пропозиції до програмних документів і бюджету ЮНЕСКО з метою відображення в них національних інтересів і потреб, заохочує участь міністерств, інших центральних органів виконавчої влади, установ та організацій і окремих фахівців у розробленні, оцінці та здійсненні програм ЮНЕСКО;
- здійснює заходи щодо використання каналів ЮНЕСКО для популяризації національної культури, науки, освіти, сприяє підготовці та поданню доповідей, інформаційних матеріалів відповідно до запитальників ЮНЕСКО;
- забезпечує відповідні міністерства, інші державні органи, установи та організації інформацією про діяльність ЮНЕСКО та її програмні заходи, а також матеріалами, що надходять від Секретаріату ЮНЕСКО та національних комісій;
- проводить інформаційну роботу щодо ознайомлення громадськості України з діяльністю і цілями ЮНЕСКО, а також поширює інформацію щодо участі України в цій організації з метою залучення наукових кіл України до співпраці з ЮНЕСКО;
- здійснює за участю Міністерства закордонних справ України за поданням заінтересованих міністерств, інших центральних органів виконавчої влади, установ та організацій добір і просування фахівців для роботи в Секретаріаті ЮНЕСКО і його відділень, а також для різних форм стажування, розробляє рекомендації щодо проведення та вдосконалення цієї роботи;
- підтримує зв'язки з Секретаріатом ЮНЕСКО і національними комісіями у справах ЮНЕСКО інших держав, сприяє розвитку співробітництва з ними, а також двостороннього та регіонального гуманітарного співробітництва;
- здійснює керівництво роботою Постійного представництва України при ЮНЕСКО, галузевих національних комітетів з основних напрямів програмної діяльності ЮНЕСКО та її довгострокових програм, а також асоціацій і клубів ЮНЕСКО, що діють в Україні.